# 압통
의학에서 압통(tenderness, 壓痛) 또는 누름통증은 특정 부위를 만졌을 때 느껴지는 통증이나 불편감이다. 만지지 않았을 때의 통증과 혼동해서는 안된다. 통증은 환자의 주관적인 증상이지만 압통은 의사가 객관적으로 밝힐 수 있는 징후이다. 배를 눌렀다가 순간적으로 뗐을 때 느껴지는 통증은 반동압통이라고 한다. 특정 질환을 의심할 수 있는 압통점도 존재하는데, 압통이 있을 시 충수염을 의심할 수 있는 맥버니점과 란츠점이 대표적이다.